# Lago Phewa
Il Lago Phewa, Phewa Tal o Lago Fewa è un lago d'acqua dolce in Nepal situato nella zona sud della valle di Pokhara che include città di Pokhara; parti di Sarangkot e Kaskikot. Il lago è alimentato, ma una diga regola la riserva d'acqua, di conseguenza, il lago è classificato come lago d'acqua dolce semi-naturale. È il secondo lago più grande del Nepal, il più grande della zona di Gaṇḍakī seguito dal Lago Begnas. Il lago Phewa è a un'altezza di 742 m e copre un'area di circa 5.23 km2. Ha una profondità media di circa 8,6 m ed una profondità massima di 24 m. La massima capacità del lago è approssimativamente di 43 milioni di metri cubi. L'Annapurna a nord è solo a circa 28 km (in linea d'aria) di distanza  dal lago. Il lago è famoso anche per la riflessione del Monte Machhapuchhre e altre cime dell'Annapurna e del Dhaulagiri sulla sua superficie . Il tempio Taal Barahi è situato in un'isola del lago.

## Economia del lago

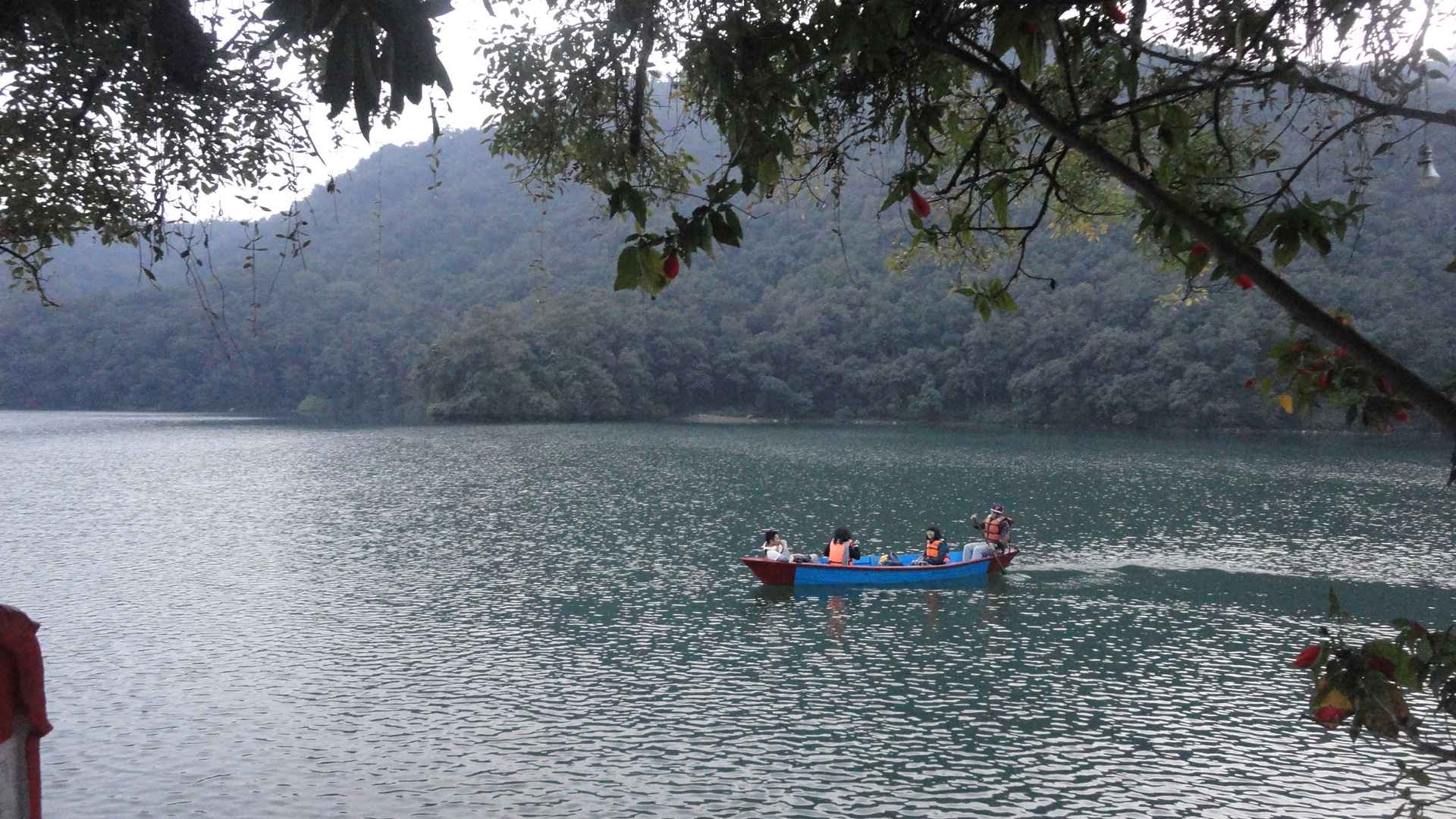
Una barca sul lago Phewa

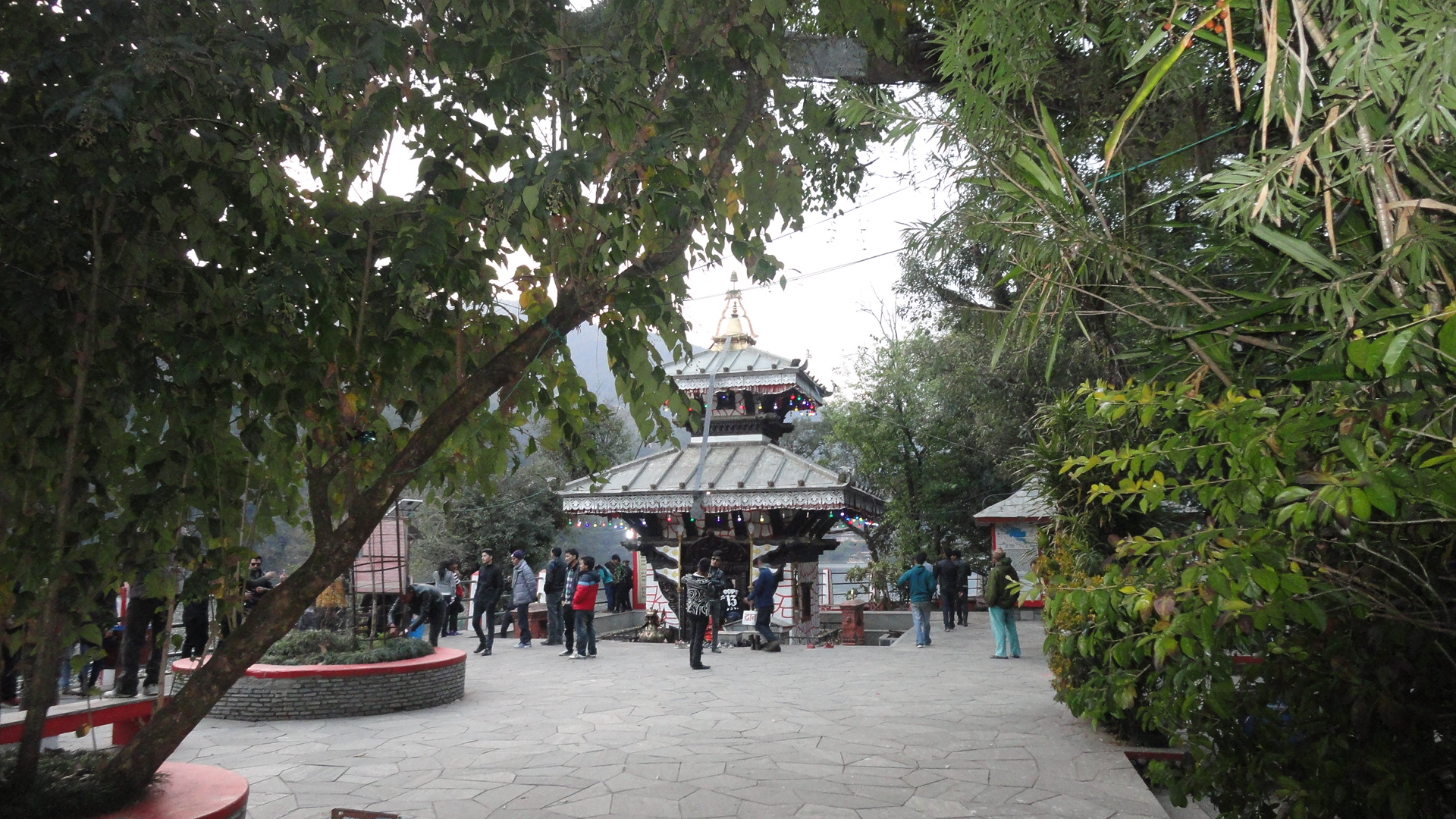
Il tempio Tal Barahi al centro del lago Phewa, Pokhara

Il lago Phewa e gli sport acquatici sono la principale attrazione turistica della città di Pokhara e nella riva nord del lago si è sviluppato in un distretto turistico, comunemente chiamato riva del lago, con alberghi, ristoranti e bar per i turisti. The water from Phewa lake's outlet is used to generate electricity. La centrale elettrica di Phewa si trova a circa 1,5 km dalla parte meridionale del lago Phewa. Una parte del lago viene utilizzata anche per la pesca commerciale.

## Attrazioni maggiori
- Il Tempio Tal Barahi, che si trova al centro del lago Phewa, è il più importante monumento religioso di Pokhara. Questa pagoda a due piani si pensa sia dedicata al dio indù Visnù. Per lo più è spesso affollata di sabato.
- Baidam è la sponda orientale del lago Phewa noto anche come sponda del lago. Questa parte contiene apparentemente un'infinita striscia di hotel, alberghi, ristoranti, librerie e negozi di souvenir. Questa è una parte della zona turistica più conosciuta del Nepal. È anche il punto di partenza dei tour per Pokhara.[12]

## Galleria d'immagini

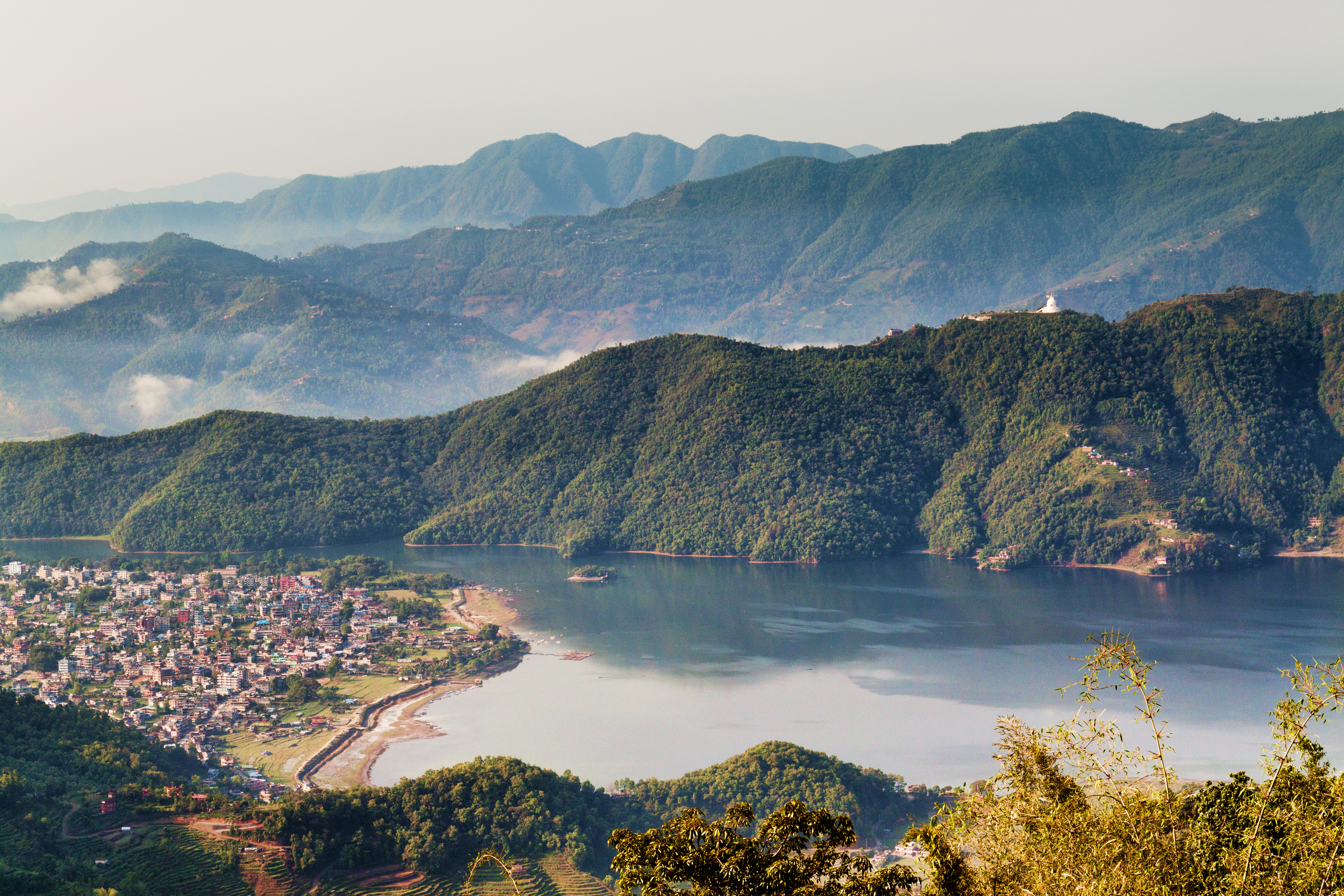
Lago Phewa da Sarangkot
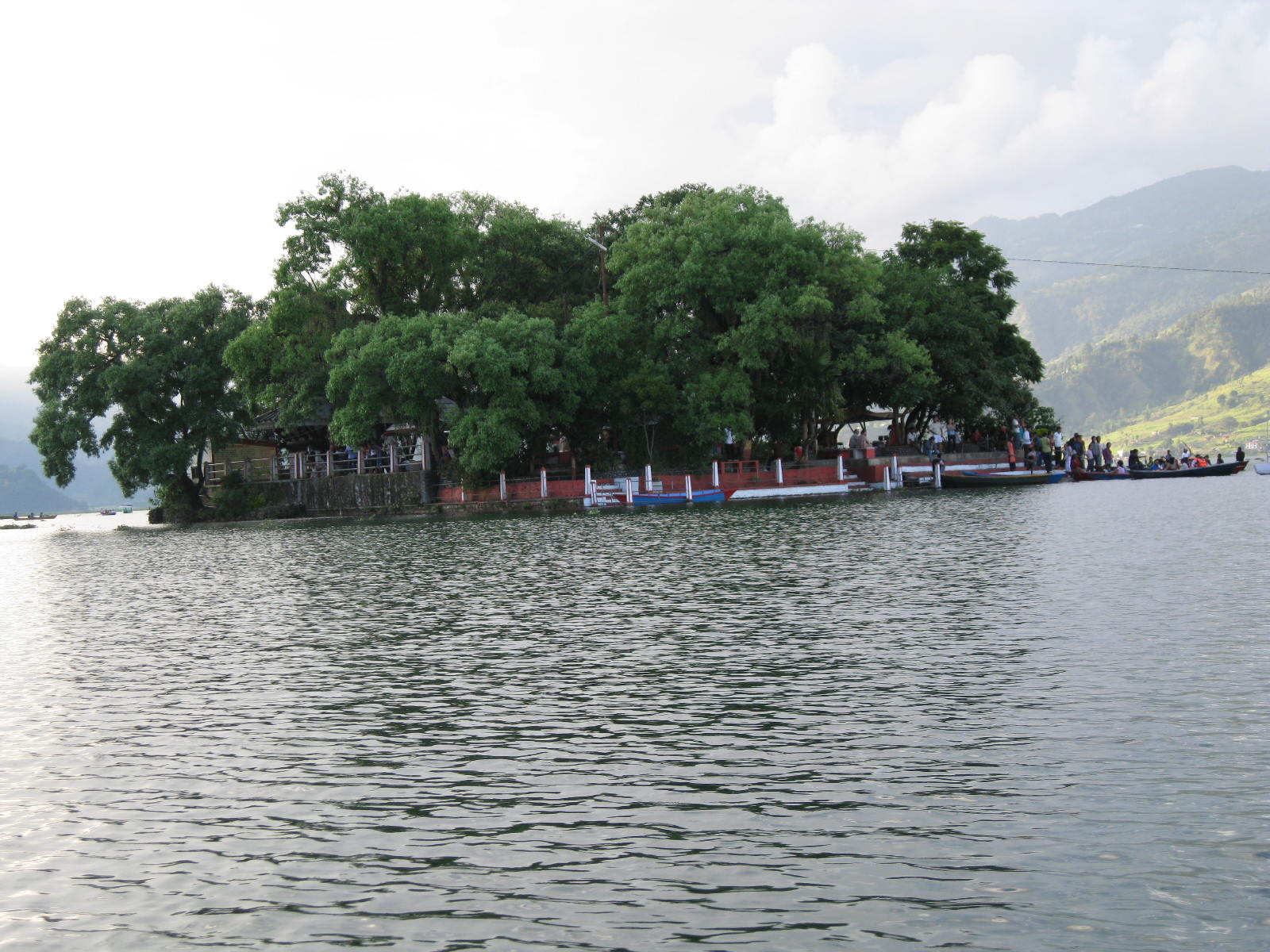
Tempio di Tal Barahi Temple
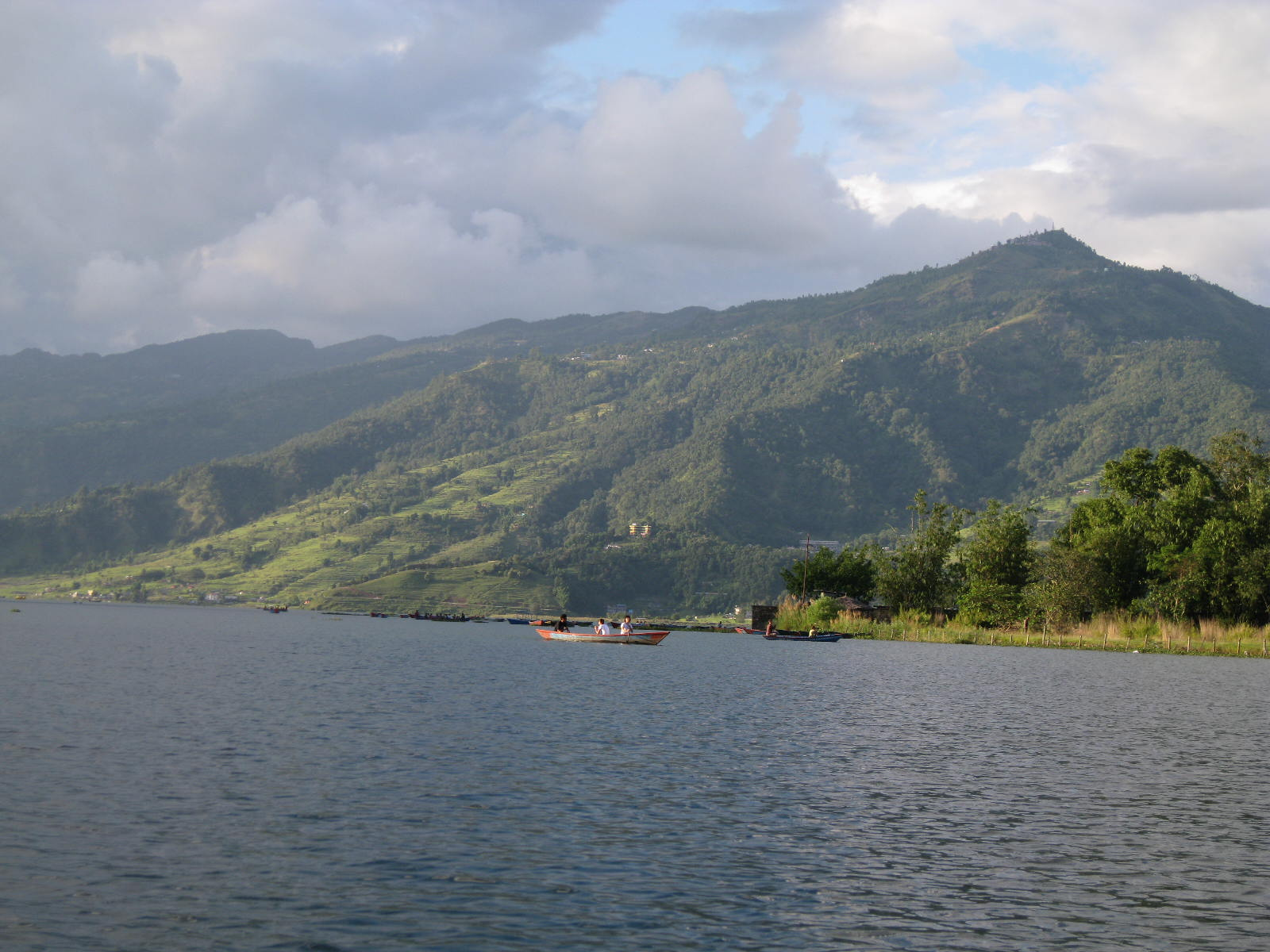
Lago Phewa
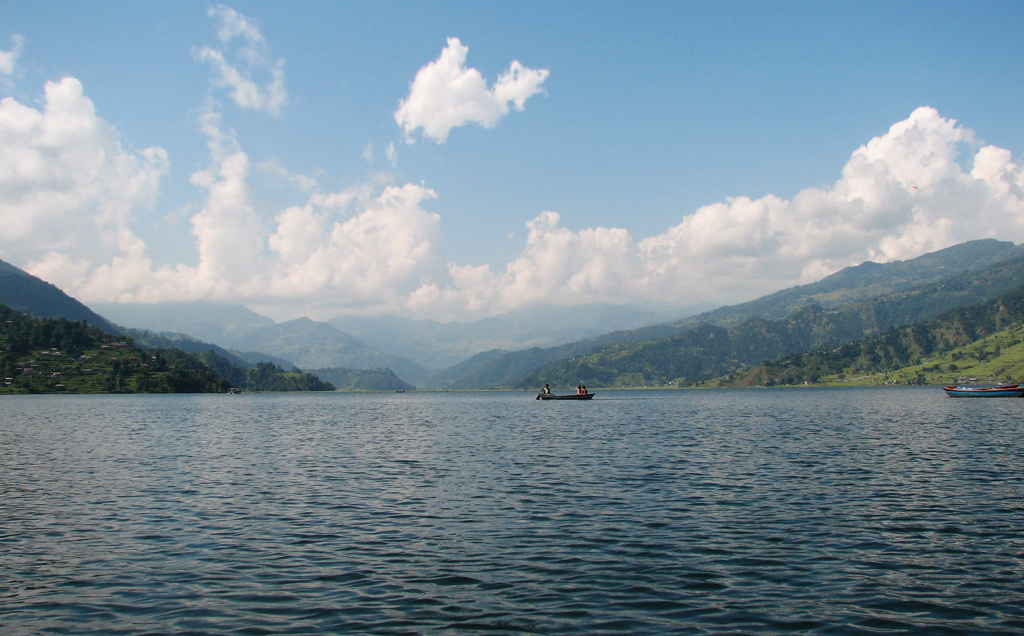
Lago Phewa
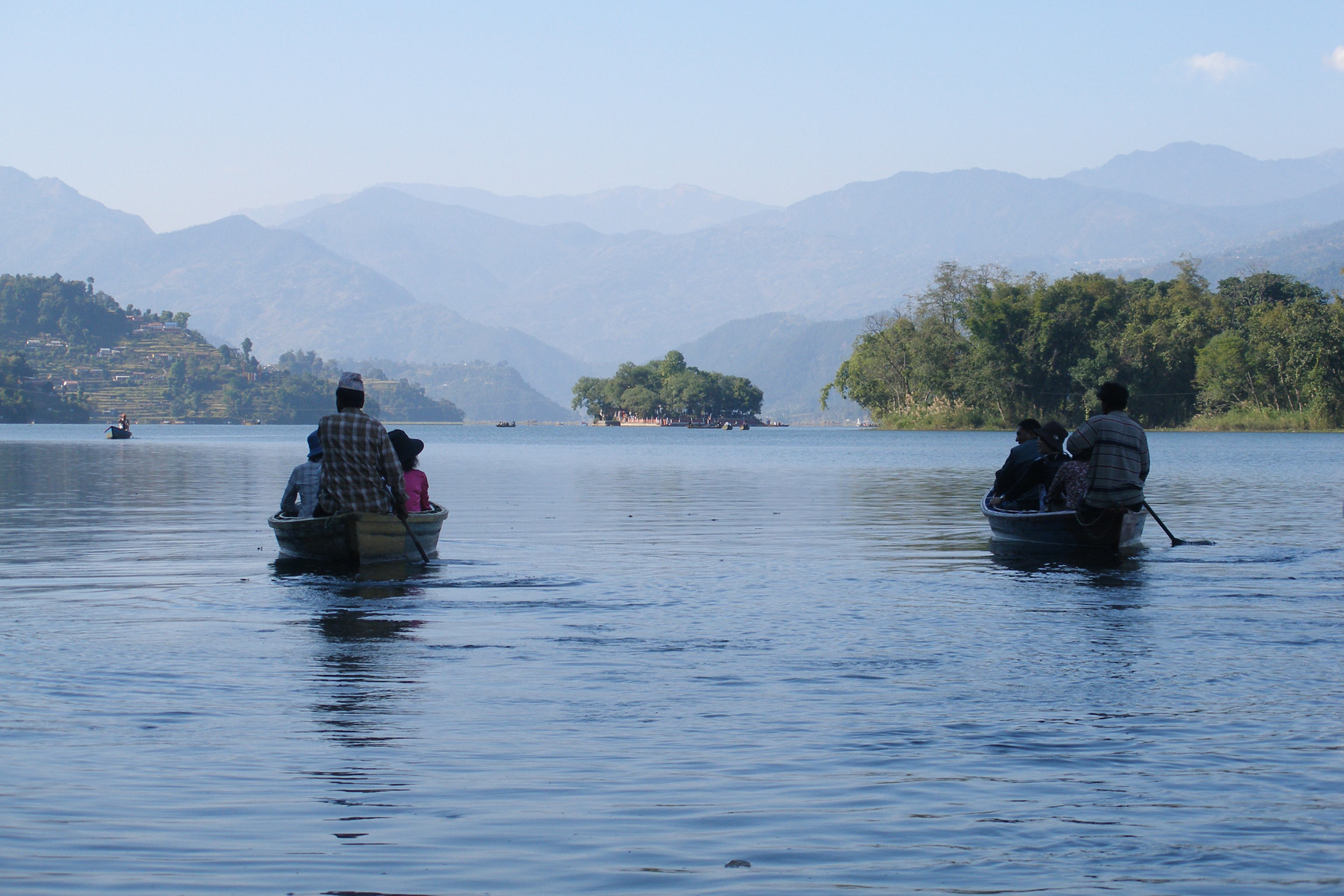
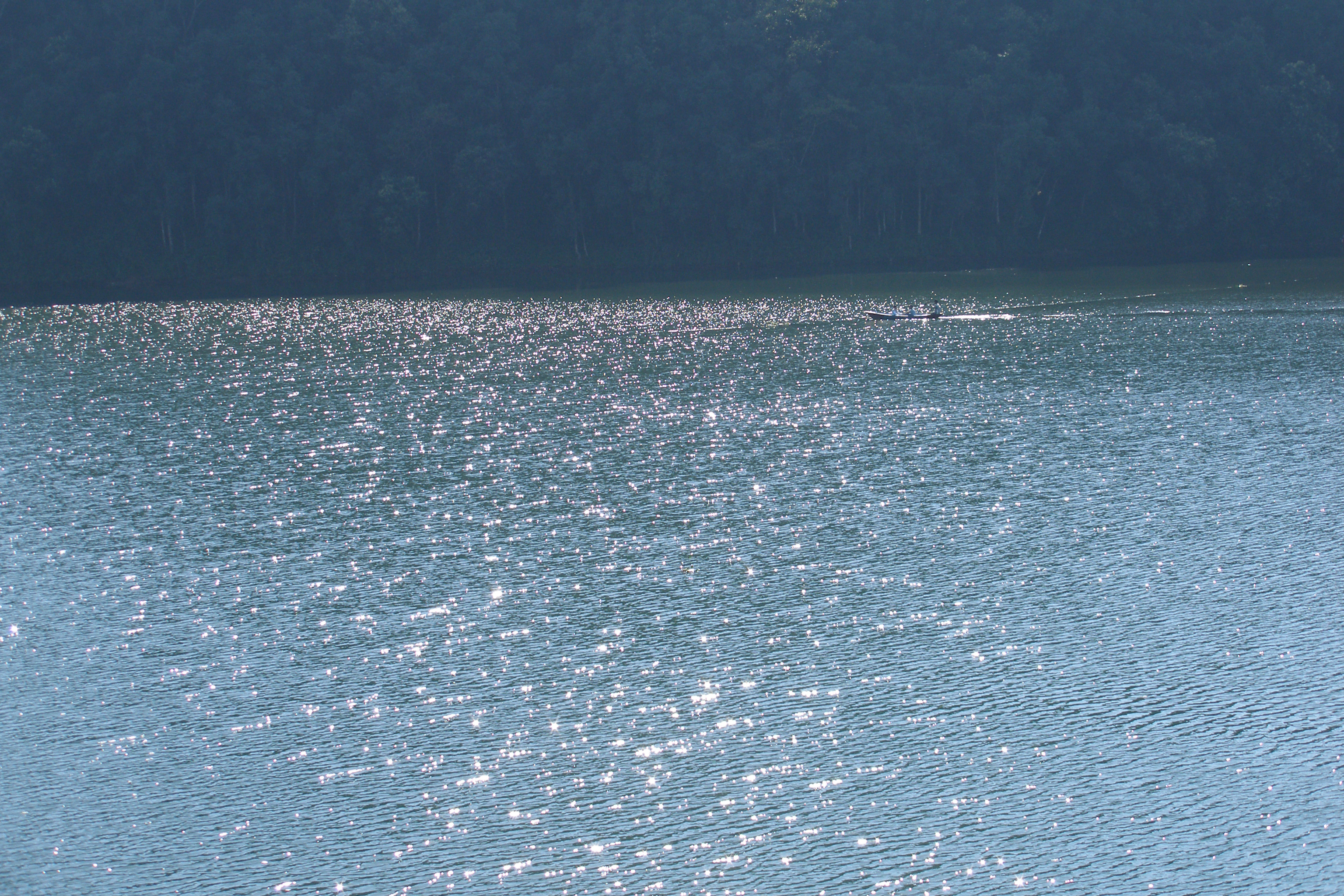